# 刑事檢控專員 (澳洲)
聯邦刑事檢控專員辦公室（英語：Office of the Commonwealth Director of Public Prosecutions），非正式稱為聯邦刑事檢控署（Commonwealth Director of Public Prosecutions，簡稱CDPP）是澳洲律政部長下屬的獨立刑事檢控機構，隸屬於澳洲律政部。它由聯邦《1983年刑事檢控專員法令》（Director of Public Prosecutions Act 1983）設立，並於1984年開始運作。

## 歷史
刑事檢控署成立於1984年3月8日，旨在檢控涉嫌違反聯邦刑事法律的罪行，主要是聯邦《1914年刑事罪行法令》（Crimes Act 1914）及聯邦《1995年刑事法典法令》（Criminal Code Act 1995）。刑事檢控署最初由刑事檢控專員伊思·滕比領導，直到他於1988年卸任。刑事檢控署的總部設在坎培拉，墨爾本辦事處於1984年6月6日設立，負責特別檢控官Robert Redlich的工作。後來，刑事檢控署接管了特別檢控官的工作，以檢控最底層的港口稅收案件及律政部的副民事檢察專員辦公室的一部分。
刑事檢控署以其不分性別的招聘及工作實踐而聞名。

## 職能
該機構只有一個目標：「為澳洲人民的安全及福祉做出貢獻，並通過維護法律及秩序以及打擊犯罪以保護聯邦資源」。它檢控針對聯邦的犯罪，並向轉介機構提供建議，以此行使這一職能。
刑事檢控署沒有調查權力，調查事項及將事項提交予刑事檢控署的決定由提交機構自行作出。此外，刑事檢控署依靠轉介機構來調查指稱罪行（alleged offence）並準備證據摘要（brief of evidence）以支持檢控及資產追討（assets recovery）。

## 組織
聯邦刑事檢控署總部設在坎培拉，並在阿德萊德、布里斯本、凱恩斯、達爾文、荷伯特、墨爾本、珀斯、悉尼及湯斯維爾設有辦事處。大多數辦事處包括收入及福利欺詐/商業、金融和腐敗分處、非法進出口/剝削和邊境保護分處，以及有組織犯罪和反恐分處。
儘管聯邦刑事檢控專員在聯邦律政部長的職權範圍內，但其辦公室的運作獨立於律政部長及律政部。律政部長作為澳大利亞的首席律政人員，負責聯邦刑事司法系統，仍會對議會在檢控過程中做出的決定負責，儘管這些決定現今實際上是由刑事檢控專員及其下屬律師做出的。根據聯邦《1983年刑事檢控專員法令》（Director of Public Prosecutions Act 1983）第8條，律政部長有權向刑事檢控署發布指引（guideline）及指示（direction）；然而，只有在律政部長須在與刑事檢控專員協商後才能如此行事。根據該法令，任何指引或指示都必須以書面形式發佈在憲報上，並提交予議會。迄今為止，刑事檢控署僅被律政部長指示過三次，這三次均與具體案件無關。

## 刑事檢控專員列表
| # | 姓名                 | 任期開始       | 任期結束       | 在任時間 | 備註  |
| - | -------------------- | -------------- | -------------- | -------- | ----- |
| 1 | 伊思·滕比 QC         | 1984年3月8日   | 1988年         | 3—4年    | [ 8 ] |
| 2 | 馬克·溫伯格 QC       | 1988年         | 1991年12月     | 2—3年    | [ 8 ] |
| 3 | 邁克爾·羅澤尼斯 QC   | 1992年2月1日   | 1997年         | 4—5年    | [ 8 ] |
| 4 | 布萊恩·羅斯·馬丁 QC  | 1997年         | 1999年2月      | 1—2年    | [ 8 ] |
| 5 | 達米安·巴格 AM QC    | 1999年8月2日   | 2007年10月12日 | 8年71天  | [ 8 ] |
| 6 | 克里斯·克萊吉 SC     | 2007年10月13日 | 2012年10月14日 | 5年1天   | [ 8 ] |
| 7 | 羅伯特·布羅姆維奇 SC | 2012年12月17日 | 2016年2月28日  | 3年73天  | [ 8 ] |
| 8 | 莎拉·麥克諾頓 SC     | 2016年5月16日  | 目前           | 8年310天 | [ 9 ] |

## 外部連結
- 官方网站